# Gareth McAuley
Gareth McAuley (Glenoe, Irlanda del Norte, 5 de diciembre de 1979) es un exfutbolista norirlandés que jugaba de defensa.

## Selección nacional
Fue internacional con la selección de fútbol de Irlanda del Norte en 80 ocasiones en las que anotó 9 goles.

## Clubes
| Club                       | País              | Año       |
| -------------------------- | ----------------- | --------- |
| Linfield F. C.             | Irlanda del Norte | 1996-1999 |
| Ballyclare Comrades F. C.  | Irlanda del Norte | 1999-2000 |
| Crusaders F. C.            | Irlanda del Norte | 2000-2002 |
| Coleraine F. C.            | Irlanda del Norte | 2002-2004 |
| Lincoln City F. C.         | Inglaterra        | 2004-2006 |
| Leicester City F. C.       | Inglaterra        | 2006-2008 |
| Ipswich Town F. C.         | Inglaterra        | 2008-2011 |
| West Bromwich Albion F. C. | Inglaterra        | 2011-2018 |
| Rangers F. C.              | Escocia           | 2018-2019 |

## Palmarés

### Campeonatos nacionales
| Título         | Club            | País              | Año  |
| -------------- | --------------- | ----------------- | ---- |
| Copa Irlandesa | Coleraine F. C. | Irlanda del Norte | 2003 |